# Маврокордато, Николай
Николай Маврокордато (греч. Νικόλαος Μαυροκορδάτος, молд. и рум. Николае Маврокордат; 3 мая 1670 — 3 сентября 1730) — политический деятель Оттоманской империи из знатного греческого рода фанариотов, великий драгоман Дивана (1697), позднее в различные годы — господарь Молдавии и князь Валахии, просветитель.
Его младший брат Иоанн Маврокордато также занимал должности Великого драгомана, господаря Валахии и Молдавии.

## Правление
Был смещён с должности господаря Молдавии и заменён Дмитрием Кантемиром из-за подозрений со стороны султана Ахмеда III, однако вскоре после перехода Кантемира на сторону России восстановлен на молдавском престоле.
Второе правление Маврокордато считается началом правления монархической династии фанариотов, поскольку с этого времени турки не соблюдали право молдавских бояр на избрание господаря.
Вскоре после этого он уступил молдавский престол Михаю Раковице и стал правителем Валахии, первым из фанариотов на валашском престоле — после того, как вследствие восстания Стефана Кантакузена турки решили отказаться от выборности валашских монархов. Как сообщал Антон Мария дель Кьяро, флорентийский секретарь Константина Брынковяну (предшественника и соперника Стефана Кантакузена), Маврокордато пытал и другими способами преследовал валашских бояр, которые поддерживали Кантакузенов, и даже приказал казнить сына Стефана.
В 1716 году во время австро-турецкой войны Маврокордато пытался отразить вторжение Габсбургов, однако был предан своими боярами и вынужден бежать в город Русе, где находились оттоманские войска. При помощи турок вернулся в Бухарест и казнил ряд своих противников, среди которых был Лупу Костаки, однако вскоре был свергнут при захвате города войсками принца Евгения Савойского и удерживался в плену в Сибиу.
До 1719 года вместо него правил его брат Иоанн. В 1719 году он был восстановлен на престоле в результате Пожаревацкого мира, по которому страна уступила свою западную окраину, Олтению, Габсбургам. Второе правление Николая наступило вслед за периодом крупных бедствий, среди которых была эпидемия бубонной чумы (в результате которой, вероятно, умер и его брат Иоанн) и крупный пожар в Бухаресте.
Николай Маврокордато умер в Бухаресте. На валашском престоле в 1730 году ему наследовал его сын Константин Маврокордат, который до 1769 года шесть раз занимал валашский престол и пять — молдавский.
Освободил от налогов значительную часть высокопоставленных бояр. В то же время был первым валашско-молдавским правителем, который понял важность монетарной экономики и упадок поместных хозяйств.

## Культурные достижения
Николай Маврокордато был первым из молдавско-валашских правителей, назначаемых непосредственно Оттоманской Портой. Он ввёл при дворе греческие манеры, греческий язык и греческие костюмы, и устроил пышный двор по византийскому образцу. С другой стороны, Маврокордат испытал влияние европейского века Просвещения — он основал ряд библиотек, приказал соорудить монументальный Вэкэрештский монастырь и церковь Ставрополеос. Был автором трактата «Об обязанностях» (греч. Περὶ καθηκόντων, лат. Liber de Officiis, Бухарест, 1719; написан в подражание Цицерону). Также написал роман на греческом языке «Развлечения Филофея» (Φιλοθέου πάρεργα), который считается первым романом в новогреческой литературе (такое мнение выражают историки литературы К. Димарас, К. Сатас).
Сам полиглот, он окружил себя образованными людьми из многих стран Европы, среди которых были Даниэль де Фонсека и Штефан Берглер. Библиотека Николая Маврокордато была одной из крупнейших в Европе. Вёл переписку с крупными религиозными деятелями своего времени, среди которых были теолог Жан Леклерк, Уильям Уэйк, архиепископ Кентерберийский, и Хрисанф, патриарх Иерусалимский.

## Галерея

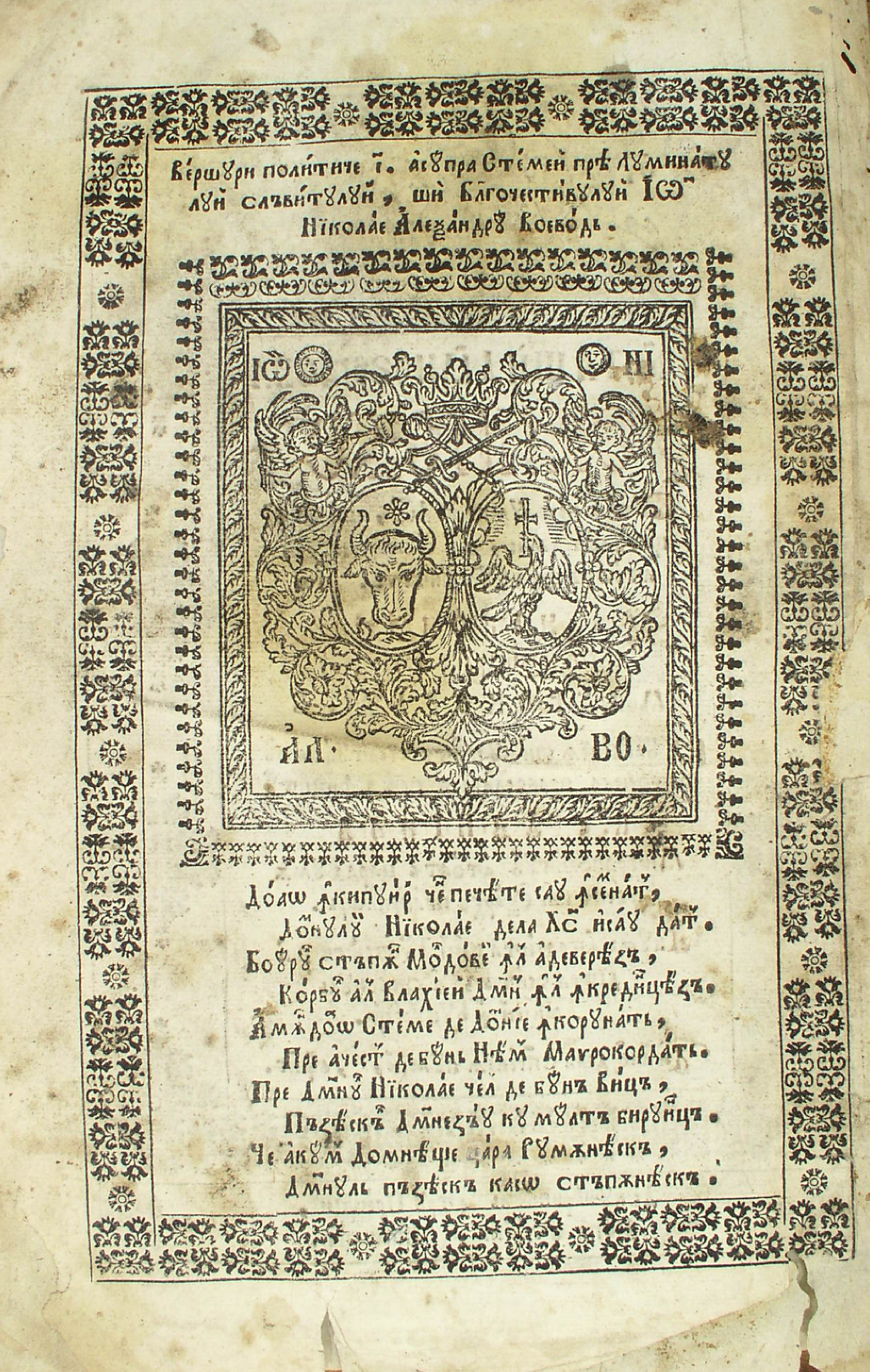
Страница 2 «Священной и божественной книги псалмов» (1723, ныне хранится в библиотеке монастыря Ставрополеос), отпечатанной в годы правления Николая Маврокордата. На книге отпечатаны гербы Молдавии (слева) и Валахии (справа).
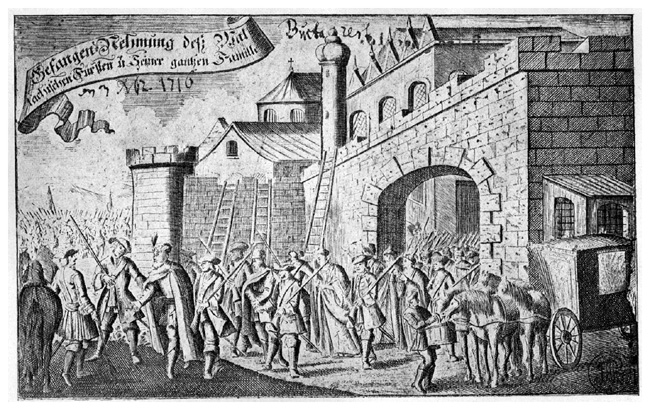
Арест Николая Маврокордато австрийскими войсками (1716). Рисунок из австрийской газеты того времени.
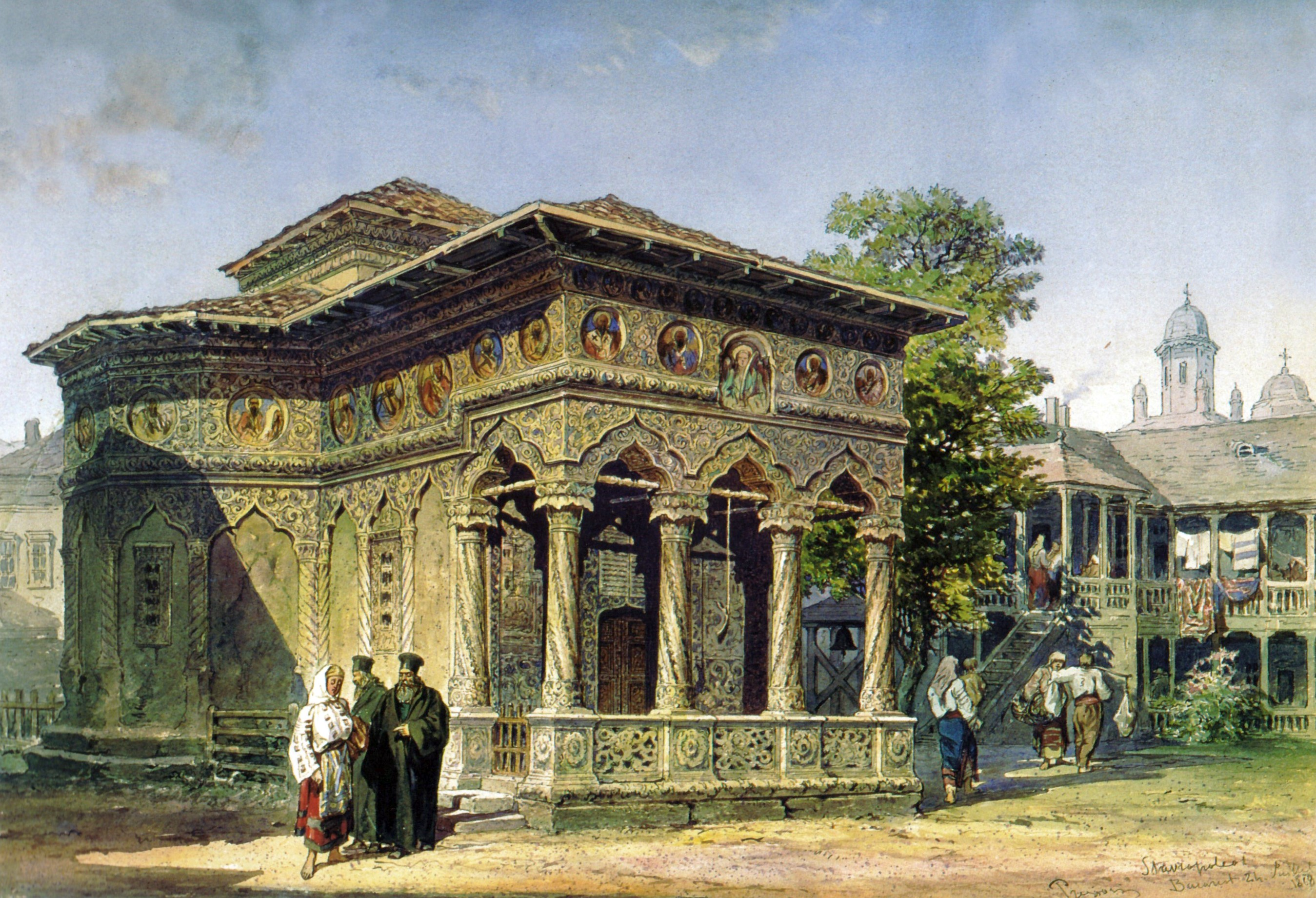
Церковь Ставрополеос. Литография 1868 г., автор Амадео Прецьози.
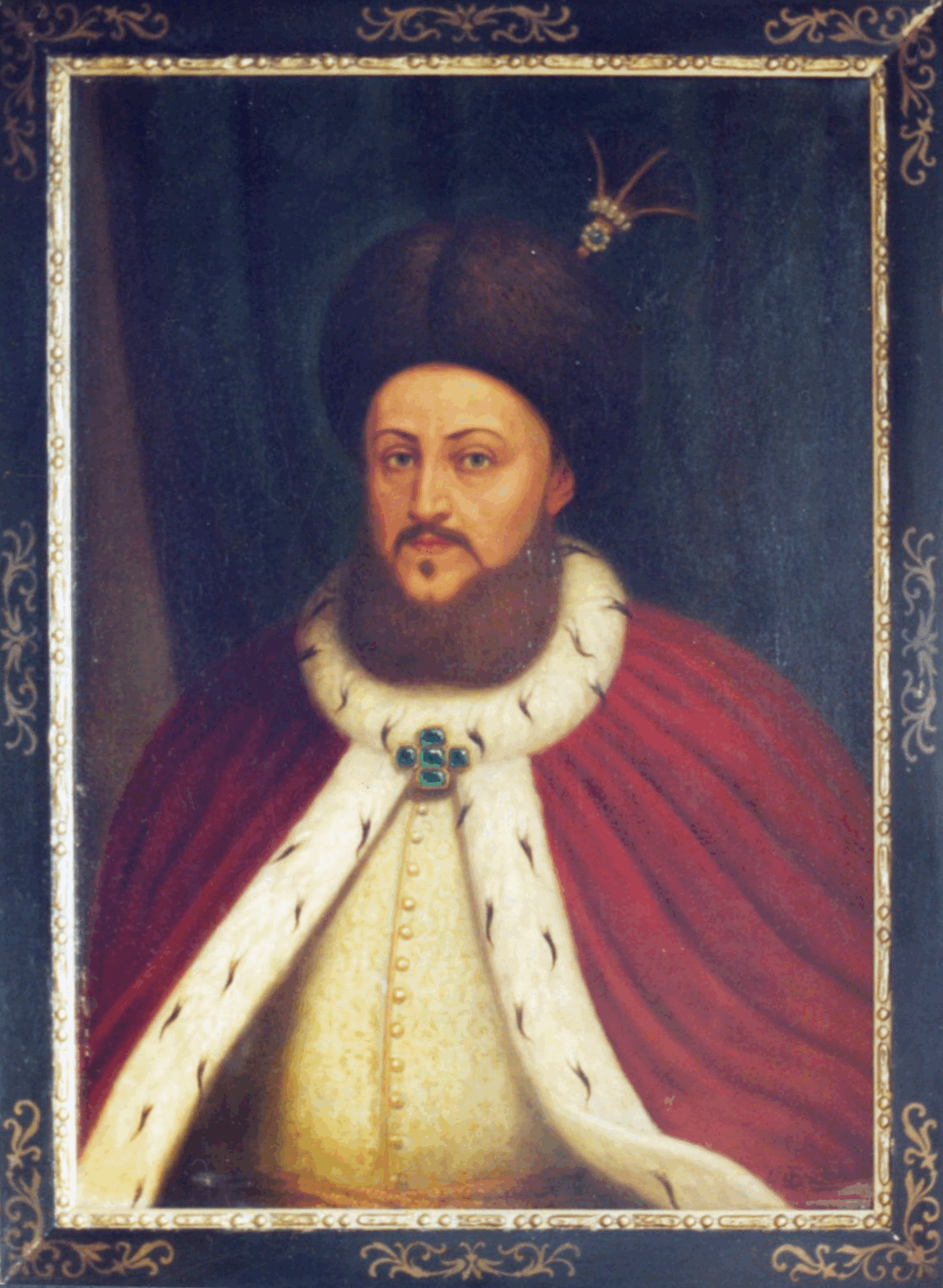
Nicholas Mavrocordatos
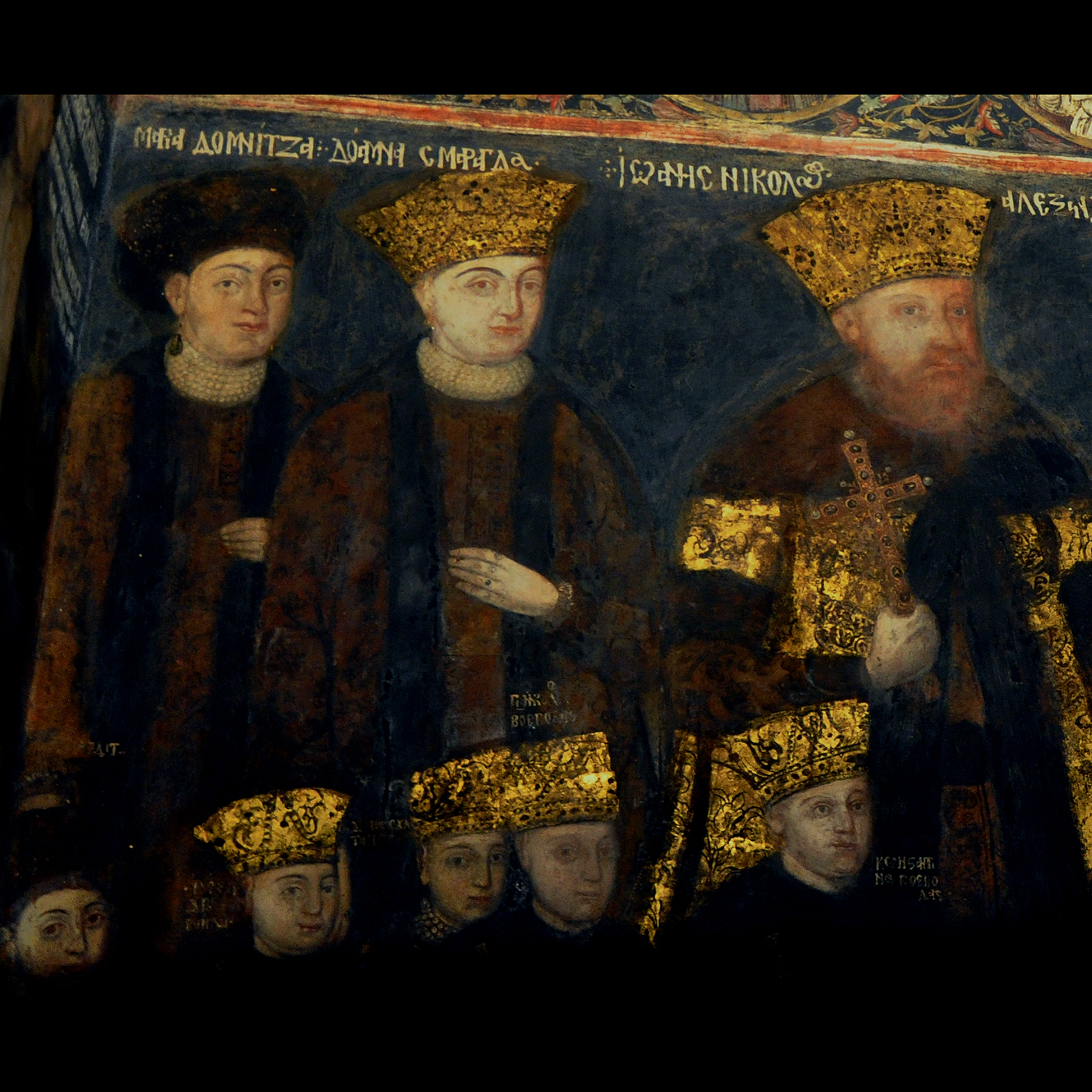
Nicholas Mavrocordatos and family
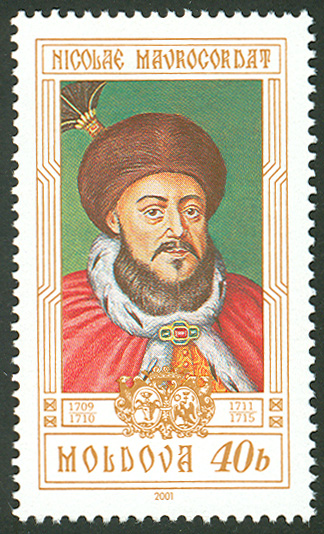
Почтовая марка Молдавии, 2001 год